# Alissa Kowalenko

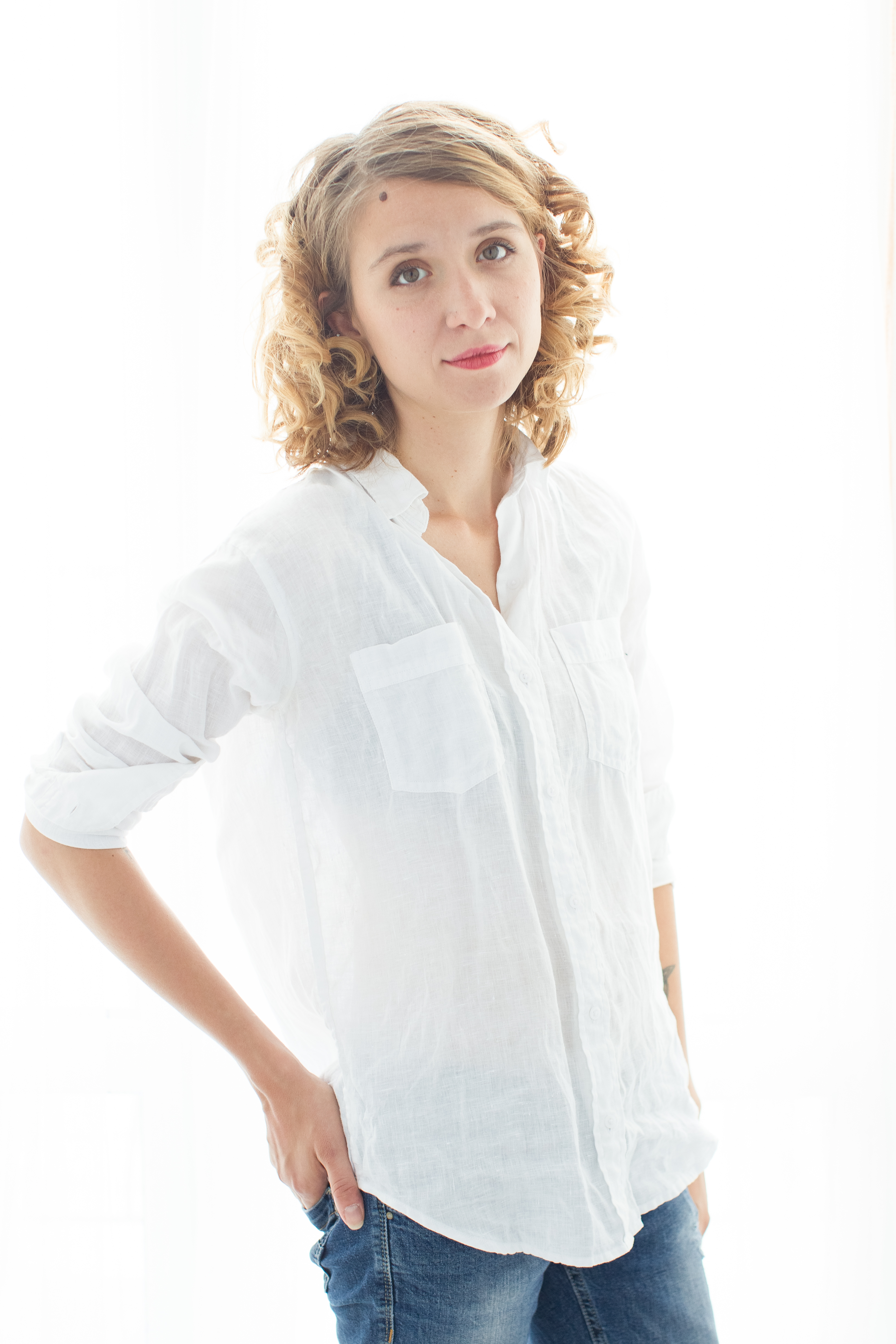
Alissa Kowalenko (2018)

Alissa Kowalenko (ukrainisch Аліса Коваленко; geboren 1987 in Saporischschja) ist eine ukrainische Filmregisseurin und Kamerafrau.

## Leben und Werk
Kowalenko studierte Dokumentarfilm an der Nationalen Taras-Schewtschenko-Universität in Kiew und an der Wajda School in Warschau.
Kowalenkos erster Dokumentarfilm, Sestra Zo (Sister Zo), den sie noch als Filmstudentin drehte, erzählt die Geschichte der ehemaligen Fußballspielerin Zo. Ihr nächster Film, Alisa in Warland, ist ein autobiografischer Dokumentarfilm, der vom Krieg in der Ostukraine um 2014 handelt. Kowalenko reiste für die Dreharbeiten in die Kriegsregion, wo sie bei Kramatorsk in Gefangenschaft durch von Russland unterstützte paramilitärische Truppen geriet. Alisa in Warland feierte seine Premiere auf dem International Documentary Film Festival Amsterdam 2015.
Kowalenkos Film Home Games aus dem Jahr 2018 erzählt von Alina Schilowa, einer jungen Ukrainerin, die ein Nachwuchstalent im Fußball ist und versucht, damit ihren bedrückenden Lebensumständen zu entfliehen. Der Film ist eine Weiterentwicklung ihres Dokumentar-Kurzfilms Home Match aus dem Jahr 2017. Er wurde auf zahlreichen Festivals gezeigt und mehrfach ausgezeichnet und war 2019 für den Preis als bester ukrainischer Dokumentarfilm der Ukrainischen Filmakademie nominiert. Seit 2021 ist Home Games auf Netflix zu sehen.
Ihr Film My ne zgasnemo (internationaler Titel: We Will Not Fade Away) hatte 2023 seine Premiere auf der 73. Berlinale in der Sektion Generation 14plus. Er erzählt von fünf Jugendlichen aus dem Donbass, die mit einem erfahrenen Bergsteiger eine Expedition ins Himalaya unternehmen. Durch den russischen Überfall auf die Ukraine im Februar 2022 wurden die Zukunftspläne der Jugendlichen erschüttert und der Dokumentarfilm nahm eine unvorhergesehene Wendung. Kowalenko unterbrach die Filmarbeiten für vier Monate, um in einer freiwilligen Kampfeinheit die ukrainischen Streitkräfte in der Gegend um Charkiw zu unterstützen. Dort machte sie auch Filmaufnahmen, die sie in ihrem nächsten Filmprojekt Frontline verarbeiten will.
Beim internationalen Molodist-Filmfestival ist Kowalenko Programmerin für den Dokumentarfilmwettbewerb. Sie ist Mitglied der Europäischen Filmakademie.
Kowalenko ist verheiratet und hat ein Kind.

## Filmografie (Auswahl)
- 2014: Sestra Zo (Sister Zo); Regie und Drehbuch
- 2015: Alisa w krainie wojny (Alisa in Warland); Regie und Drehbuch gemeinsam mit Liubov Durakova
- 2018: Home Games; Regie und Drehbuch
- 2023: My ne zgasnemo (We Will Not Fade Away); Regie
- 2025: Z ljubowju do frontu (My Dear Theo);  Regie